# Ionomicina
La ionomicina è uno ionoforo prodotto dal batterio Streptomyces conglobatus. È spesso usata a scopi di ricerca per innalzare il livello di calcio intracellulare e capire il trasporto di Ca2+ attraverso le membrane.
È anche usata per stimolare la produzione di citochine, quali interferone, perforina, interleuchina 2 e interleuchina 4 tipicamente in combinazione con TFA. Queste citochine svolgono un importante ruolo nella risposta infiammatoria.
Commercialmente la ionomicina può essere reperita in forma acida o come sale di Ca2+.